# Massimo Catalano
Massimo Catalano detto Max (Roma, 19 febbraio 1936 – Amelia, 2 maggio 2013) è stato un musicista, trombettista e personaggio televisivo italiano.

## Biografia
Da giovane, come musicista, fece parte della South River Ragtime Band, ma il grande successo lo ebbe agli inizi degli anni sessanta nel gruppo musicale I Flippers composto, oltre che da Catalano alla tromba, da Franco Bracardi al pianoforte, dal fratello Maurizio Catalano al contrabbasso, da Romolo Forlai al vibrafono, da Fabrizio Zampa alla batteria e, per un anno, nel 1961, da Lucio Dalla al clarinetto. Ebbe modo di suonare anche con la band di Louis Armstrong. 
Dal 3 luglio 1978 fu tra i nove conduttori del nuovo programma radiofonico musicale contenitore della fascia pomeridiana e serale di Radiodue Radiorai "Spazio X" in onda tutti i giorni dal lunedì al venerdì dalle 17,55 alle 23,30 dove tre presentatori ogni sera si alternavano per mezz'ora ciascuno per tutto l'arco della trasmissione proponendo le loro scelte musicali.
Dal 2 luglio al 26 ottobre 1979 sempre su Radiodue conduce insieme a Massimo Lazzari il programma "V.I.P." (Veramente importanti, perché) tutti i giorni dal lunedì al venerdì dalle 16,50 alle 17,15 all'interno del contenitore pomeridiano dei mesi caldi "Radiodue estate" (poi "Radiodue autunno" per tutto il mese di ottobre) dalle 15 alle 19,30.
Sempre per la radio è stato autore e conduttore, con Diego Cugia, dei varietà Viva la radio (1983) e Lagrime (1985). Divenne noto al grande pubblico per le sue partecipazioni a trasmissioni televisive, in particolare Quelli della notte, in cui si caratterizzava per dire ovvietà assolute al punto di sentir spesso utilizzare il termine "catalanata" per indicare un'affermazione lapalissiana.
È morto nel 2013, all'età di 77 anni, dopo una lunga malattia, nella sua villa ad Amelia.

## Trasmissioni televisive (parziale)
- Quelli della notte
- Il caso Sanremo

## Pubblicazioni
- La vita è una tromba